# Go-Betweens
A The Go-Betweens egy ausztrál indie rock együttes volt Brisbaneből. Az együttest 1977-ben alapították. Egyik legnagyobb sikert hozó albumuk az 1988-ban megjelent 16 Lovers Lane, amely szerepel az 1001 lemez, amit hallanod kell, mielőtt meghalsz című könyvben.

## Diszkográfia
- Send Me a Lullaby (1981)
- Before Hollywood (1983)
- Spring Hill Fair (1984)
- Liberty Belle and the Black Diamond Express (1986)
- Tallulah (1987)
- 16 Lovers Lane (1988)
- The Friends of Rachel Worth (2000)
- Bright Yellow Bright Orange (2003)
- Oceans Apart (2005)

## Fordítás
- Ez a szócikk részben vagy egészben  a   The Go-Betweens című angol Wikipédia-szócikk fordításán alapul.  Az eredeti cikk szerkesztőit annak laptörténete sorolja fel. Ez a jelzés csupán a megfogalmazás eredetét és a szerzői jogokat jelzi, nem szolgál a cikkben szereplő információk forrásmegjelöléseként.